# Stazione di Belmonte Piceno
La stazione di Belmonte Piceno è stata una stazione ferroviaria posta lungo la ex linea ferroviaria a scartamento ridotto Porto San Giorgio-Fermo-Amandola chiusa il 27 agosto 1956, era a servizio del comune di Belmonte Piceno.